# Codex Campianus

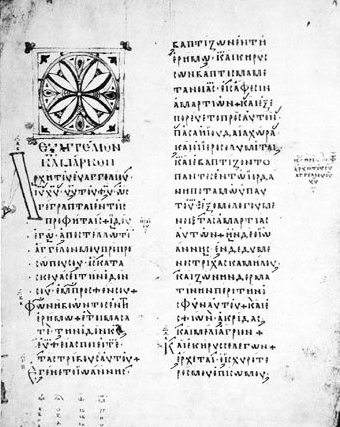
Folio 91 recto, el principio del Evangelio de Marcos.

El Codex Campianus (París, Biblioteca Nacional de Francia (Gr. 48); Gregory-Aland no. M o 021) es un manuscrito uncial del siglo IX. El códice contiene los cuatro Evangelios.
El códice consiste de un total de 257 folios de 22 x 16,3 cm. El texto está escrito en dos columnas por página, con entre 24 líneas por columna.
El texto griego de este códice es una representación del tipo textual bizantino. Kurt Aland lo ubicó en la Categoría V.